# 駱俊銓
駱俊銓（1992年1月14日—）為臺灣男子籃球運動員，曾效力於東南亞職業籃球聯賽高雄聖徒及寶島夢想家，主要位置是控球後衛。

## 生平
畢業於苗栗縣通霄國中體育班，國三時帶領球隊拿下全國國中乙組第5名的成績，國中畢業後報考新北市泰山高中籃球隊，但不幸落選，因此加入南投縣同德家商籃球隊，半年後轉學到乙組的苗栗中興商工籃球隊，但依據當時HBL規定甲組轉至乙組球員一年內不得登錄，高三時學校轉至甲組，卻礙於另一個規定為甲組轉至甲組球員兩年內不得登錄，因此駱俊銓在高中三年並沒有HBL的出賽紀錄，高中畢業後，報考屏東教大籃球隊，但因為沒有HBL出賽紀錄因而落選，因此轉往二級的僑光科大就讀，大學畢業後曾隨臺北達欣工程練球，但最終並未入隊，直到2016年隸屬東南亞職業籃球聯賽的高雄聖徒成立，才得以加入，開啟職業生涯。
2017年，高雄聖徒因財務問題宣布解散，因此先打觀護盃，後寶島夢想家成立，代替原高雄聖徒的空缺，因而被夢想家吸收，也成為隊上唯一一位有過ABL經驗的本土球員。

## 職籃生涯成績
| 年度     | 所屬球隊   | 背號     | 出賽 | 籃板(攻/守) | 助攻 | 抄截 | 阻攻 | 失誤 | 犯規 | 得分 | 兩分命中率 | 三分命中率 | 罰球命中率 |
| -------- | ---------- | -------- | ---- | ----------- | ---- | ---- | ---- | ---- | ---- | ---- | ---------- | ---------- | ---------- |
| 2016-17  | 高雄聖徒   | 2        | 20   | 20(5/15)    | 27   | 6    | 0    | 26   | 35   | 84   | 49%        | 40%        | 69%        |
| 2017-18  | 寶島夢想家 | 14       | 5    | 4(1/3)      | 6    | 4    | 0    | 4    | 12   | 7    | 23%        | 0%         | 50%        |
| 總計:2年 | 總計:2年   | 總計:2年 | 25   | 24(6/18)    | 33   | 10   | 0    | 30   | 47   | 91   | 36%        | 20%        | 60%        |

## 外部連結
- 駱俊銓的Instagram帳戶
- 駱俊銓 ABL成績（英文）
- ABL／永不放棄的籃球素人駱俊銓（上） 苗栗小跑車
- ABL／永不放棄的籃球素人駱俊銓（中） 高雄聖徒隊
- ABL／永不放棄的籃球素人駱俊銓（下） 寶島夢想家